# 布呂門
布呂門（荷蘭語：Brummen）是荷蘭的一個市镇和村庄，位於荷蘭東部。布呂門在行政區劃上屬於海爾德蘭省。這裡有一個小火車站。

## 外部連結
- 维基共享资源上的相關多媒體資源：布呂門
- Official website （页面存档备份，存于）